# شريف البيلي
شريف البيلي (مواليد 22 سبتمبر 1979) هو لاعب كرة قدم أمريكي من أصل مصري، لعب آخر مرة في صفوف نادي ليرس الذي ينافس في الدوري البلجيكي الممتاز.
لعب البيلي كرة القدم الجامعية في جامعة روتجرز في الولايات المتحدة.

## المسيرة

### البدايات
لعب البيلي في صفوف نادي الشمس منذ سن الثانية عشرة، وكان الهدّاف الأول لجميع فرق الناشئين بالنادي، حتى استُدعي للعب مع الفريق الأول في سن السادسة عشرة. كان عضوًا في جميع منتخبات مصر للفئات السنية. لفتت موهبته أنظار كبار الأندية في مصر، بما في ذلك الأهلي والزمالك، وقد عرض الأخير مبلغ مليون جنيه لضمه، وفقًا لصحيفة الأهرام. في عام 1999، غادر البيلي مصر إلى الولايات المتحدة للعب كرة القدم الجامعية هناك.

### المرحلة الجامعية
لعب البيلي كرة القدم الجامعية في جامعة روتجرز بين عامي 2000 و2003 بمنحة رياضية كاملة. في موسمه الأول، اختير ضمن فريق الروكي الأفضل في مؤتمر Big East، ونال جائزة "رياضي العام" من صحيفة تارغوم. أطلقت عليه الصحافة لقب "الساحر المصري". خلال موسمه الثاني، انضم إلى الفريق الأول لمؤتمر Big East، وترشح لجائزة أفضل لاعب وسط في المؤتمر. أما في موسمه الثالث، فكان ضمن الفريق الثاني للمؤتمر. طوال فترة وجوده في روتجرز، شملته التشكيلة الأولى لإقليم وسط المحيط الأطلسي، وحصل في موسميه الثاني والثالث على إشادة في قائمة الشرف الأمريكية (All-American Honoree). سجل البيلي 20 هدفًا وقدم 18 تمريرة حاسمة في 56 مباراة مع روتجرز. تلقى دعوة لحضور الدوري الأمريكي لكرة القدم عام 2003.

### الاحتراف
بعد تخرجه، عاد البيلي إلى مصر وانضم إلى نادي الشمس، حيث حمل شارة القيادة، لكنه غادر الفريق في أواخر عام 2003 وعاد إلى الولايات المتحدة. في 2005، انضم إلى المقاولون العرب، وقدم أداءً مميزًا في ظهوره الأول مع النادي. كما مثل منتخب مصر الوطني. استمر في اللعب بالدوري المصري الممتاز حتى 2008، حين وقع عقدًا احترافيًا مع نادي ليرس البلجيكي مقابل رسوم انتقال. ساهم في موسمه الأول مع ليرس بتأهل الفريق إلى نصف نهائي كأس بلجيكا. رغم تكرار الإصابات التي قللت من فرص مشاركته، اختتم مسيرته متوجًا بلقب دوري بلجيكا "إكسكي".

### المسيرة الدولية
خاض البيلي أول مباراة دولية له مع منتخب مصر لكرة القدم في لقاء ودي ضد أوروغواي يوم 16 أغسطس 2006. كما كان لاعبًا في صفوف منتخبي مصر تحت 20 وتحت 23 عامًا، وقد سجل هدفًا في أول ظهور له مع منتخب تحت 20 عامًا ضد لبنان في نوفمبر 1998.

### الألقاب
- بطل دوري بلجيكا "إكسكي" موسم 2009–10
- بطل الدوري المصري للدرجة الثانية مع الشمس موسم 1997–98
- بطل كأس أفريقيا للشباب في تونس 1998 مع منتخب مصر تحت 20 عامًا.